# Kurzbahneuropameisterschaften 2006
| Kurzbahneuropameisterschaften 2006 | Kurzbahneuropameisterschaften 2006 |
| ---------------------------------- | ---------------------------------- |
| Veranstaltungsort                  | Helsinki                           |
| Teilnehmende Nationen              | 36                                 |
| Teilnehmende Athleten              | ca. 600                            |
| Entscheidungen                     | 38                                 |
| Eröffnung                          | 7. Dezember 2006                   |
| Abschluss                          | 10. Dezember 2006                  |

| Medaillenspiegel | Medaillenspiegel                            | Medaillenspiegel | Medaillenspiegel | Medaillenspiegel | Medaillenspiegel |
| Platz            | Land                                        | G                | S                | B                | Gesamt           |
| ---------------- | ------------------------------------------- | ---------------- | ---------------- | ---------------- | ---------------- |
| 1                | Deutschland                                 | 6                | 6                | 3                | 15               |
| 2                | Frankreich                                  | 5                | 3                | 3                | 11               |
| 3                | Italien                                     | 4                | 3                | 2                | 9                |
| 4                | Russland                                    | 4                | 1                | 4                | 9                |
| 5                | Polen                                       | 3                | 5                | 4                | 12               |
| 6                | Ukraine                                     | 3                | 4                | 1                | 8                |
| 7                | Schweden                                    | 3                | 3                | 3                | 9                |
| 8                | Ungarn                                      | 2                | 3                | 1                | 6                |
| 9                | Niederlande                                 | 2                | 3                | 1                | 6                |
| 10               | Vereinigtes Königreich                      | 1                | 2                | 5                | 8                |
| 11               | Finnland                                    | 1                | 1                | 1                | 3                |
| 12               | Serbien Slowenien                           | 1                | 1                | 0                | 2                |
| 14               | Spanien                                     | 1                | 0                | 1                | 2                |
| 15               | Kroatien                                    | 1                | 0                | 0                | 1                |
| 16               | Litauen                                     | 0                | 2                | 0                | 2                |
| 17               | Norwegen Slowakei                           | 0                | 0                | 2                | 2                |
| 19               | Griechenland Island Israel Rumänien Belarus | 0                | 0                | 1                | 1                |

Die Kurzbahneuropameisterschaften 2006 im Schwimmen fanden vom 7. bis 10. Dezember 2006 in Helsinki statt und wurden vom europäischen Schwimmverband LEN organisiert.

## Zeichenerklärung
- WR – Weltrekord
- ER – Europarekord

## Schwimmen Männer

### Freistil

#### 50 m Freistil
| Platz | Land        | Athlet                 | Zeit     |
| ----- | ----------- | ---------------------- | -------- |
| 1     | Spanien     | Eduard Lorente Ginesta | 00:21,53 |
| 2     | Deutschland | Thomas Rupprath        | 00:23,92 |
| 3     | Serbien     | Milorad Čavić          | 00:21,60 |
| 4     | Kroatien    | Alexei Puninski        | 00:21,73 |
| 5     | Deutschland | Steffen Deibler        | 00:21,79 |
| 6     | Ukraine     | Oleksandr Wolynez      | 00:21,86 |
| 7     | Niederlande | Johan Kenkhuis         | 00:21,87 |
| 8     | Finnland    | Matti Rajakylä         | 00:21,97 |

#### 100 m Freistil
| Platz | Land       | Athlet                | Zeit     |
| ----- | ---------- | --------------------- | -------- |
| 1     | Italien    | Filippo Magnini       | 00:46,81 |
| 2     | Schweden   | Stefan Nystrand       | 00:47,05 |
| 3     | Frankreich | Alain Bernard         | 00:47,24 |
| 4     | Frankreich | Fabien Gilot          | 00:47,76 |
| 5     | Belarus    | Stanislaw Neviarowski | 00:47,90 |
| 6     | Kroatien   | Alexei Puninski       | 00:48,19 |
| 7     | Russland   | Andrei Gretschin      | 00:48,35 |
| 8     | Finnland   | Matti Rajakylä        | 00:48,51 |

#### 200 m Freistil
| Platz | Land        | Athlet                | Zeit     |
| ----- | ----------- | --------------------- | -------- |
| 1     | Italien     | Filippo Magnini       | 01:42,54 |
| 2     | Italien     | Massimiliano Rosolino | 01:44,17 |
| 3     | Polen       | Paweł Korzeniowski    | 01:44,41 |
| 4     | Tschechien  | Květoslav Svoboda     | 01:45,22 |
| 5     | Deutschland | Stefan Herbst         | 01:45,45 |
| 6     | Israel      | Shai Livnat           | 01:45,61 |
| 7     | Frankreich  | Fabien Gilot          | 01:45,84 |
| 8     | Deutschland | Paul Biedermann       | 01:45,88 |

#### 400 m Freistil
| Platz | Land         | Athlet                | Zeit     |
| ----- | ------------ | --------------------- | -------- |
| 1     | Russland     | Juri Prilukow         | 03:39,02 |
| 2     | Polen        | Przemysław Stańczyk   | 03:39,92 |
| 3     | Polen        | Paweł Korzeniowski    | 03:40,40 |
| 4     | Italien      | Massimiliano Rosolino | 03:41,60 |
| 5     | Tschechien   | Květoslav Svoboda     | 03:42,89 |
| 6     | Deutschland  | Paul Biedermann       | 03:43,24 |
| 7     | Italien      | Federico Colbertaldo  | 03:43,37 |
| 8     | Griechenland | Nikolaos Xylouris     | 03:44,82 |

#### 1500 m Freistil
| Platz | Land            | Athlet               | Zeit        |
| ----- | --------------- | -------------------- | ----------- |
| 1     | Russland        | Juri Prilukow        | 14:16,13 ER |
| 2     | Polen           | Mateusz Sawrymowicz  | 14:28,43    |
| 3     | Frankreich      | Sébastien Rouault    | 14:39,06    |
| 4     | Russland        | Nikita Lobintzew     | 14:39,60    |
| 5     | Verein. Königr. | David Davies         | 14:40,65    |
| 6     | Ungarn          | Dávid Verrasztó      | 14:44,56    |
| 7     | Italien         | Federico Colbertaldo | 14:45,41    |
| 8     | Polen           | Maciej Hreniak       | 14:46,21    |

### Schmetterling

#### 50 m Schmetterling
| Platz | Land        | Athlet               | Zeit     |
| ----- | ----------- | -------------------- | -------- |
| 1     | Kroatien    | Alexei Puninski      | 00:23,21 |
| 2     | Deutschland | Thomas Rupprath      | 00:23,34 |
| 3     | Island      | Örn Arnarson         | 00:23,55 |
| 4     | Finnland    | Jere Hård            | 00:23,59 |
| 5     | Russland    | Jewgeni Korotyschkin | 00:23,65 |
| 6     | Deutschland | Steffen Diebler      | 00:23,65 |
| 7     | Ukraine     | Serhij Breus         | 00:23,67 |
| 8     | Finnland    | Matti Rajakylä       | 00:23,70 |

#### 100 m Schmetterling
| Platz | Land        | Athlet               | Zeit     |
| ----- | ----------- | -------------------- | -------- |
| 1     | Serbien     | Milorad Čavić        | 00:50,63 |
| 2     | Slowenien   | Peter Mankoč         | 00:50,78 |
| 3     | Russland    | Nikolai Skworzow     | 00:51,17 |
| 4     | Russland    | Jewgeni Korotyschkin | 00:51,34 |
| 5     | Deutschland | Thomas Rupprath      | 00:51,43 |
| 6     | Italien     | Rudy Goldin          | 00:51,89 |
| 7     | Ukraine     | Andrij Serdinow      | 00:52,00 |
| 8     | Rumänien    | Ioan Gherghel        | 00:52,27 |

#### 200 m Schmetterling
| Platz | Land         | Athlet             | Zeit     |
| ----- | ------------ | ------------------ | -------- |
| 1     | Polen        | Paweł Korzeniowski | 01:52,33 |
| 2     | Ungarn       | László Cseh        | 01:53,08 |
| 3     | Russland     | Nikolai Skworzow   | 01:53,10 |
| 4     | Russland     | Anatoli Poljakow   | 01:53,83 |
| 5     | Griechenland | Ioannis Drymonakos | 01:54,41 |
| 6     | Rumänien     | Ioan Gherghel      | 01:54,69 |
| 7     | Ukraine      | Serhij Adwena      | 01:55,28 |
| 8     | Polen        | Łukasz Drzewiński  | 01:57,05 |

### Rücken

#### 50 m Rücken
| Platz | Land            | Athlet              | Zeit     |
| ----- | --------------- | ------------------- | -------- |
| 1     | Deutschland     | Helge Meeuw         | 00:23,70 |
| 2     | Deutschland     | Thomas Rupprath     | 00:23,92 |
| 3     | Slowakei        | Ľuboš Križko        | 00:24,19 |
| 4     | Verein. Königr. | Liam Tancock        | 00:24,25 |
| 5     | Kroatien        | Ivan Tolić          | 00:24,32 |
| 6     | Russland        | Arkadi Wjattschanin | 00:24,38 |
| 7     | Finnland        | Tero Räty           | 00:21,46 |
| 8     | Russland        | Stanislaw Donez     | 00:24,75 |

#### 100 m Rücken
| Platz | Land            | Athlet              | Zeit     |
| ----- | --------------- | ------------------- | -------- |
| 1     | Russland        | Arkadi Wjattschanin | 00:51,11 |
| 2     | Deutschland     | Helge Meeuw         | 00:51,16 |
| 3     | Deutschland     | Thomas Rupprath     | 00:52,02 |
| 4     | Verein. Königr. | Gregor Tait         | 00:52,48 |
| 5     | Russland        | Stanislaw Donez     | 00:52,75 |
| 6     | Verein. Königr. | Matthew Clay        | 00:52,78 |
| 7     | Rumänien        | Răzvan Florea       | 00:53,31 |
| 8     | Niederlande     | Nick Driebergen     | 00:53,42 |

#### 200 m Rücken
| Platz | Land            | Athlet              | Zeit        |
| ----- | --------------- | ------------------- | ----------- |
| 1     | Russland        | Arkadi Wjattschanin | 01:49,98 ER |
| 2     | Deutschland     | Helge Meeuw         | 01:53,45    |
| 3     | Rumänien        | Răzvan Florea       | 01:53,71    |
| 4     | Verein. Königr. | James Goddard       | 01:54,30    |
| 5     | Verein. Königr. | Gregor Tait         | 01:54,48    |
| 6     | Frankreich      | Simon Dufour        | 01:56,13    |
| 7     | Italien         | Luca Marin          | 01:56,58    |
| 8     | Kroatien        | Marko Strahija      | 01:58,05    |

### Brust

#### 50 m Brust
| 1 | Ukraine                   | Oleh Lissohor                    | 00:26,50 |
| 2 | Italien                   | Alessandro Terrin                | 00:26,92 |
| 3 | Verein. Königr.           | Darren Mew                       | 00:27,23 |
| 4 | Israel                    | Michael Malul                    | 00:27,25 |
| 5 | Slowenien Verein. Königr. | Emil Tahirovič Christopher Cook  | 00:27,27 |
| 7 | Finnland Norwegen         | Jarno Pihlava Alexander Dale Oen | 00:27,37 |

#### 100 m Brust
| Platz | Land            | Athlet              | Zeit     |
| ----- | --------------- | ------------------- | -------- |
| 1     | Ukraine         | Oleh Lissohor       | 00:58,14 |
| 2     | Ukraine         | Walerij Dymo        | 00:58,64 |
| 3     | Norwegen        | Alexander Dale Oen  | 00:58,70 |
| 4     | Verein. Königr. | Christopher Cook    | 00:59,25 |
| 5     | Italien         | Alessandro Terrin   | 00:59,42 |
| 6     | Russland        | Sergei Geibel       | 00:59,53 |
| 7     | Polen           | Sławomir Kuczko     | 00:59,76 |
| 8     | Polen           | Mariusz Winogrodzki | 00:59,79 |

#### 200 m Brust
| Platz | Land            | Athlet               | Zeit     |
| ----- | --------------- | -------------------- | -------- |
| 1     | Ungarn          | Dániel Gyurta        | 02:06,58 |
| 2     | Polen           | Sławomir Kuczko      | 02:06,61 |
| 3     | Italien         | Paolo Bossini        | 02:07,13 |
| 4     | Ukraine         | Walerij Dymo         | 02:07,45 |
| 5     | Ukraine         | Oleh Lissohor        | 02:07,72 |
| 6     | Verein. Königr. | Kristopher Gilchrist | 02:09,40 |
| 7     | Polen           | Sławomir Wolniak     | 02:09,62 |
| 8     | Ungarn          | Akos Molnar          | 02:10,34 |

### Lagen

#### 100 m Lagen
| Platz | Land        | Athlet              | Zeit     |
| ----- | ----------- | ------------------- | -------- |
| 1     | Slowenien   | Peter Mankoč        | 00:53,05 |
| 2     | Litauen     | Vytautas Janušaitis | 00:53,66 |
| 3     | Norwegen    | Aleksander Hetland  | 00:53,70 |
| 4     | Niederlande | Robin van Aggele    | 00:53,79 |
| 5     | Kroatien    | Sasa Impric         | 54,61    |
| 6     | Estland     | Martin Liivamägi    | 00:54,92 |
| 7     | Island      | Örn Arnarson        | 00:55,04 |
| 8     | Estland     | Martti Aljand       | 00:55,09 |

#### 200 m Lagen
| Platz | Land         | Athlet              | Zeit     |
| ----- | ------------ | ------------------- | -------- |
| 1     | Ungarn       | László Cseh         | 01:54,43 |
| 2     | Litauen      | Vytautas Janušaitis | 01:56,20 |
| 3     | Ungarn       | Tamás Kerékjártó    | 01:57,12 |
| 4     | Griechenland | Ioannis Kokkodis    | 01:57,16 |
| 5     | Italien      | Leonardo Tumiotto   | 01:57,61 |
| 6     | Polen        | Łukasz Wójt         | 01:58,17 |
| 7     | Kroatien     | Saša Imprić         | 01:58,90 |
| 8     | Estland      | Martin Liivamägi    | 01:59,28 |

#### 400 m Lagen
| Platz | Land         | Athlet             | Zeit     |
| ----- | ------------ | ------------------ | -------- |
| 1     | Italien      | Luca Marin         | 04:01,71 |
| 2     | Ungarn       | László Cseh        | 04:03,39 |
| 3     | Griechenland | Ioannis Drymonakos | 04:05,94 |
| 4     | Ungarn       | Dávid Verrasztó    | 04:09,48 |
| 5     | Polen        | Łukasz Wójt        | 04:09,91 |
| 6     | Russland     | Alexei Kowrigin    | 04:10,80 |
| 7     | Polen        | Mateusz Matczak    | 04:11,81 |
| 8     | Russland     | Andrei Krjlow      | 04:12,80 |

### Staffel

#### Staffel 4 × 50 m Freistil
| Platz | Land            | Athleten                                                                          | Zeit        |
| ----- | --------------- | --------------------------------------------------------------------------------- | ----------- |
| 1     | Schweden        | - Stefan Nystrand - Petter Stymne - Marcus Piehl - Jonas Tilly                    | 01:24,89 WR |
| 2     | Frankreich      | - Frédérick Bousquet - Julien Sicot - David Maitre - Alain Bernard                | 01:25,16    |
| 3     | Niederlande     | - Johan Kenkhuis - Bas van Velthoven - Robin van Aggele - Mitja Zastrow           | 01:26,03    |
| 4     | Ukraine         | - Oleksandr Wolynez - Oleh Lissohor - Andrij Serdinow - Jurij Jehoschyn           | 01:27,04    |
| 5     | Finnland        | - Jere Hård - Manu Mäntymäki - Jani Rusi - Matti Rajakylä                         | 01:27,20    |
| 6     | Verein. Königr. | - Christopher Cozens - Ben Hockin - Liam Tancock - Todd Cooper                    | 01:27,56    |
| 7     | Russland        | - Jewgeni Lagunow - Andrei Gretschin - Jewgeni Korotyschkin - Arkadi Wjattschanin | 01:27,72    |
| DSQ   | Deutschland     | - Steffen Deibler - Jens Schreiber - Marco di Carli - Michael Schubert            |             |

#### Staffel 4 × 50 m Lagen
| Platz | Land            | Athleten                                                                       | Zeit        |
| ----- | --------------- | ------------------------------------------------------------------------------ | ----------- |
| 1     | Deutschland     | - Helge Meeuw - Johannes Neumann - Thomas Rupprath - Jens Schreiber            | 01:34,06 WR |
| 2     | Finnland        | - Tero Räty - Jarno Pihlava - Jere Hård - Matti Rajakylä                       | 01:34,95    |
| 3     | Italien         | - Cesare Pizzirani - Alessandro Terrin - Rudy Goldin - Filippo Magnini         | 01:35,20    |
| 4     | Ukraine         | - Andrij Olijnyk - Oleh Lissohor - Serhij Breus - Oleksandr Wolynez            | 1:35,23     |
| 5     | Russland        | - Arkadi Wjattschanin - Sergei Geibel - Jewgeni Korotyschkin - Jewgeni Lagunow | 01:35,84    |
| 6     | Verein. Königr. | - Liam Tancock - Darren Mew - Matthew Clay - Ben Hockin                        | 01:36,43    |
| 7     | Kroatien        | - Ivan Tolić - Nikola Delić - Alexei Puninski - Mario Todorović                | 01:36,44    |
| 8     | Niederlande     | - Nick Driebergen - Robin van Aggele - Bastiaan Tamminga - Johan Kenkhuis      | 01:37,06    |

## Schwimmen Frauen

### Freistil

#### 50 m Freistil
| Platz | Land            | Athlet              | Zeit     |
| ----- | --------------- | ------------------- | -------- |
| 1     | Niederlande     | Marleen Veldhuis    | 00:23,69 |
| 2     | Schweden        | Therese Alshammar   | 00:23,76 |
| 3     | Finnland        | Hanna-Maria Seppälä | 00:24,57 |
| 4     | Verein. Königr. | Francesca Halsall   | 00:24,58 |
| 5     | Italien         | Cristina Chiuso     | 00:24,76 |
| 6     | Belarus         | Swjatlana Chachlowa | 00:24,83 |
| 7     | Frankreich      | Malia Metella       | 00:24,93 |
| 8     | Schweden        | Magdalena Kuras     | 00:25,01 |

#### 100 m Freistil
| Platz | Land            | Athlet                  | Zeit     |
| ----- | --------------- | ----------------------- | -------- |
| 1     | Niederlande     | Marleen Veldhuis        | 00:52,41 |
| 2     | Frankreich      | Alena Popchanka         | 00:52,91 |
| 3     | Schweden        | Josefin Lillhage        | 00:53,09 |
| 4     | Finnland        | Hanna-Maria Seppälä     | 00:53,29 |
| 5     | Deutschland     | Daniela Samulski        | 00:53,76 |
| 6     | Verein. Königr. | Francesca Halsall       | 00:53,85 |
| 7     | Belarus         | Aljaxandra Herassimenja | 00:54,21 |
| 8     | Deutschland     | Meike Freitag           | 00:54,27 |

#### 200 m Freistil
| Platz | Land            | Athlet              | Zeit        |
| ----- | --------------- | ------------------- | ----------- |
| 1     | Frankreich      | Alena Popchanka     | 01:54,25 WR |
| 2     | Polen           | Otylia Jędrzejczak  | 01:54,39    |
| 3     | Schweden        | Josefin Lillhage    | 01:54,75    |
| 4     | Deutschland     | Annika Lurz         | 01:55,23    |
| 5     | Italien         | Federica Pellegrini | 01:55,51    |
| 6     | Deutschland     | Meike Freitag       | 01:55,90    |
| 7     | Verein. Königr. | Joanne Jackson      | 01:56,90    |
| 8     | Verein. Königr. | Melanie Marshall    | 01:56,95    |

#### 400 m Freistil
| Platz | Land            | Athlet               | Zeit        |
| ----- | --------------- | -------------------- | ----------- |
| 1     | Frankreich      | Laure Manaudou       | 03:56,09 WR |
| 2     | Italien         | Federica Pellegrini  | 03:59,96    |
| 3     | Verein. Königr. | Joanne Jackson       | 04:01,48    |
| 4     | Deutschland     | Annika Lurz          | 04;02,91    |
| 5     | Italien         | Alessia Filippi      | 04:03,82    |
| 6     | Spanien         | Erika Villaécija     | 04:03,83    |
| 7     | Frankreich      | Coralie Balmy        | 04:04,34    |
| 8     | Russland        | Anastassija Iwanenko | 04:05,18    |

#### 800 m Freistil
| Platz | Land            | Athlet               | Zeit     |
| ----- | --------------- | -------------------- | -------- |
| 1     | Frankreich      | Laure Manaudou       | 08:12,24 |
| 2     | Russland        | Anastassija Iwanenko | 08:18,09 |
| 3     | Spanien         | Erika Villaécija     | 08:20,09 |
| 4     | Verein. Königr. | Rebecca Adlington    | 08:20,42 |
| 5     | Verein. Königr. | Rebecca Cooke        | 08:20,48 |
| 6     | Frankreich      | Sophie Huber         | 08:24,49 |
| 7     | Italien         | Federica Pellegrini  | 08:25,00 |
| 8     | Schweiz         | Flavia Rigamonti     | 08:28,10 |

### Schmetterling

#### 50 m Schmetterling
| Platz | Land        | Athlet                | Zeit     |
| ----- | ----------- | --------------------- | -------- |
| 1     | Schweden    | Therese Alshammar     | 00:25,36 |
| 2     | Niederlande | Inge Dekker           | 00:25,65 |
| 3     | Schweden    | Anna-Karin Kammerling | 00:25,92 |
| 4     | Deutschland | Antje Buschschulte    | 00:26,25 |
| 5     | Slowakei    | Martina Moravcová     | 00:26,31 |
| 6     | Niederlande | Chantal Groot         | 00:26,62 |
| 7     | Israel      | Anna Gostomelsky      | 00:26,68 |
| 8     | Dänemark    | Jeanette Ottesen      | 00:26,75 |

#### 100 m Schmetterling
| Platz | Land            | Athlet             | Zeit     |
| ----- | --------------- | ------------------ | -------- |
| 1     | Deutschland     | Antje Buschschulte | 00:56,94 |
| 2     | Niederlande     | Inge Dekker        | 00:57,19 |
| 3     | Slowakei        | Martina Moravcová  | 00:57,69 |
| 4     | Frankreich      | Alena Popchanka    | 00:58,65 |
| 5     | Verein. Königr. | Terri Dunning      | 00:59,02 |
| 6     | Ungarn          | Beatrix Boulsevicz | 00:59,18 |
| 7     | Deutschland     | Daniela Samulski   | 00:59,33 |
| 8     | Verein. Königr. | Rosalind Brett     | 01:00,06 |

#### 200 m Schmetterling
| Platz | Land            | Athlet              | Zeit        |
| ----- | --------------- | ------------------- | ----------- |
| 1     | Polen           | Otylia Jędrzejczak  | 02:04,94 ER |
| 2     | Ungarn          | Beatrix Boulsevicz  | 02:06,73    |
| 3     | Verein. Königr. | Jessica Dickons     | 02:07,36    |
| 4     | Italien         | Caterina Giacchetti | 02:07,52    |
| 5     | Deutschland     | Annika Mehlhorn     | 02:08,19    |
| 6     | Verein. Königr. | Terri Dunning       | 02:08,28    |
| 7     | Italien         | Francesca Segat     | 02:09,29    |
| 8     | Niederlande     | Inge Dekker         | 2:09,98     |

### Rücken

#### 50 m Rücken
| Platz | Land        | Athlet                  | Zeit     |
| ----- | ----------- | ----------------------- | -------- |
| 1     | Deutschland | Janine Pietsch          | 00:27,32 |
| 2     | Ukraine     | Irjna Amschennikowa     | 00:27,44 |
| 3     | Israel      | Anna Gostomelsky        | 00:27,50 |
| 4     | Belarus     | Aljaxandra Herassimenja | 00:27,57 |
| 5     | Ukraine     | Kateryna Zubkowa        | 00:27,63 |
| 6     | Kroatien    | Sanja Jovanović         | 00:27,70 |
| 7     | Ungarn      | Nikolett Szepesi        | 00:28,10 |
| 8     | Spanien     | Mercedes Peris          | 00:28,16 |

#### 100 m Rücken
| Platz | Land            | Athlet              | Zeit     |
| ----- | --------------- | ------------------- | -------- |
| 1     | Frankreich      | Laure Manaudou      | 00:57,87 |
| 2     | Deutschland     | Antje Buschschulte  | 00:58,20 |
| 3     | Ukraine         | Irjna Amschennikowa | 00:59,03 |
| 4     | Deutschland     | Janine Pietsch      | 00:59,05 |
| 5     | Israel          | Anna Gostomelsky    | 00:59,26 |
| 6     | Ukraine         | Kateryna Zubkowa    | 00:59,47 |
| 7     | Verein. Königr. | Elizabeth Simmonds  | 00:59,91 |
| 8     | Ungarn          | Nikolett Szepesi    | 01:00,04 |

#### 200 m Rücken
| Platz | Land            | Athlet              | Zeit        |
| ----- | --------------- | ------------------- | ----------- |
| 1     | Frankreich      | Esther Baron        | 02:04,08 ER |
| 2     | Ukraine         | Irjna Amschennikowa | 02:04,57    |
| 3     | Verein. Königr. | Elizabeth Simmonds  | 02:05,74    |
| 4     | Ungarn          | Evelyn Verrasztó    | 02:06,69    |
| 5     | Ukraine         | Kateryna Zubkowa    | 02:07,65    |
| 6     | Ungarn          | Nikolett Szepesi    | 02:07,85    |
| 7     | Deutschland     | Jenny Mensing       | 02:08,55    |
| 8     | Russland        | Tatiana Olchowikowa | 02:11,08    |

### Brust

#### 50 m Brust
| Platz | Land            | Athlet                    | Zeit     |
| ----- | --------------- | ------------------------- | -------- |
| 1     | Deutschland     | Janne Schäfer             | 00:30,43 |
| 2     | Verein. Königr. | Kate Haywood              | 00:30,88 |
| 3     | Russland        | Jelena Bogomasowa         | 00:30,98 |
| 4     | Niederlande     | Moniek Nijhuis            | 00:31,28 |
| 5     | Schweden        | Rebecca Ejdervik          | 00:31,46 |
| 6     | Frankreich      | Anne-Sophie Le Paranthoën | 00:31,69 |
| 7     | Belarus         | Ina Kapischyna            | 00:31,77 |
| DSQ   | Deutschland     | Sonja Schöber             | 00:31,81 |

#### 100 m Brust
| Platz | Land            | Athlet            | Zeit     |
| ----- | --------------- | ----------------- | -------- |
| 1     | Ukraine         | Hanna Chlistunowa | 01:05,73 |
| 2     | Verein. Königr. | Kirsty Balfour    | 01:06,57 |
| 3     | Deutschland     | Janne Schäfer     | 01:07,32 |
| 4     | Polen           | Beata Kamińska    | 01:07,52 |
| 5     | Russland        | Jelena Bogomasowa | 01:07,82 |
| 6     | Verein. Königr. | Kate Haywood      | 01:07,84 |
| 7     | Italien         | Ombretta Plos     | 01:08,10 |
| 8     | Deutschland     | Sonja Schöber     | 01:08,13 |

#### 200 m Brust
| Platz | Land            | Athlet                | Zeit     |
| ----- | --------------- | --------------------- | -------- |
| 1     | Verein. Königr. | Kirsty Balfour        | 02:21,82 |
| 2     | Deutschland     | Anne Poleska          | 02:23,12 |
| 3     | Polen           | Beata Kamińska        | 02:24,87 |
| 4     | Deutschland     | Birte Steven          | 02:25,54 |
| 5     | Belarus         | Ina Kapischyna        | 02:26,41 |
| 6     | Polen           | Iwona Prędecka        | 02:26,76 |
| 7     | Norwegen        | Anne Mari Gulbrandsen | 02:27,03 |
| 8     | Ukraine         | Julija Pidlisna       | 02:28,30 |

### Lagen

#### 100 m Lagen
| Platz | Land        | Athlet               | Zeit     |
| ----- | ----------- | -------------------- | -------- |
| 1     | Finnland    | Hanna-Maria Seppälä  | 01:00,45 |
| 2     | Ukraine     | Ganna Dzerkaľ        | 01:00,50 |
| 3     | Belarus     | Swjatlana Chachlowa  | 01:00,78 |
| 4     | Polen       | Aleksandra Urbańczyk | 01:01,18 |
| 5     | Schweden    | Hanna Eriksson       | 01:01,51 |
| 6     | Russland    | Swetlana Karpeewa    | 01:01,98 |
| 7     | Deutschland | Sonja Schöber        | 01:02,09 |
| 8     | Russland    | Petra Klosova        | 01:02,52 |

#### 200 m Lagen
| Platz | Land       | Athlet               | Zeit     |
| ----- | ---------- | -------------------- | -------- |
| 1     | Polen      | Katarzyna Baranowska | 02:09,47 |
| 2     | Frankreich | Camille Muffat       | 02:10,83 |
| 3     | Polen      | Aleksandra Urbańczyk | 02:10,89 |
| 4     | Frankreich | Cylia Vabre          | 02:11,86 |
| 5     | Ungarn     | Evelyn Verrasztó     | 02:12,32 |
| 6     | Ungarn     | Katinka Hosszú       | 02:12,77 |
| 7     | Russland   | Darja Beljakina      | 02:12,99 |
| 8     | Russland   | Sara Thydén          | 02:14,75 |

#### 400 m Lagen
| Platz | Land            | Athlet               | Zeit     |
| ----- | --------------- | -------------------- | -------- |
| 1     | Italien         | Alessia Filippi      | 04:31,58 |
| 2     | Polen           | Katarzyna Baranowska | 04:32,78 |
| 3     | Russland        | Anastassija Iwanenko | 04:33,46 |
| 4     | Ungarn          | Katinka Hosszú       | 04:33,65 |
| 5     | Frankreich      | Cylia Vabre          | 04:39,60 |
| 6     | Verein. Königr. | Rebecca Cooke        | 04:40,27 |
| 7     | Slowenien       | Anja Klinar          | 04:40,27 |
| 8     | Russland        | Jana Martjnowa       | 04:41,31 |

### Staffel

#### Staffel 4 × 50 m Freistil
| Platz | Land            | Athleten                                                                         | Zeit     |
| ----- | --------------- | -------------------------------------------------------------------------------- | -------- |
| 1     | Schweden        | - Magdalena Kuras - Therese Alshammar - Anna-Karin Kammerling - Josefin Lillhage | 01:36,61 |
| 2     | Niederlande     | - Inge Dekker - Saskia de Jonge - Chantal Groot - Marleen Veldhuis               | 01:37,27 |
| 3     | Deutschland     | - Daniela Samulski - Daniela Götz - Meike Freitag - Annika Lurz                  | 01:38,50 |
| 4     | Frankreich      | - Alena Popchanka - Malia Metella - Camille Muffat - Céline Couderc              | 01:38,74 |
| 5     | Verein. Königr. | - Francesca Halsall - Melanie Marshall - Amy Smith - Rosalind Brett              | 01:39,63 |
| 6     | Ukraine         | - Oxana Serikowa - Natalja Chudjakowa - Ganna Dzerkaľ - Irjna Amschennikowa      | 01:40,51 |
| 7     | Italien         | - Federica Pellegrini - Francesca Segat - Alessia Filippi - Cristina Chiuso      | 01:41,12 |
| 8     | Dänemark        | - Annette Hansen - Jeanette Ottesen - Maja Kruse - Line Præst Lauridsen          | 01:41,62 |

#### Staffel 4 × 50 m Lagen
| Platz | Land            | Athleten                                                                          | Zeit     |
| ----- | --------------- | --------------------------------------------------------------------------------- | -------- |
| 1     | Deutschland     | - Janine Pietsch - Janne Schäfer - Antje Buschschulte - Daniela Samulski          | 01:47,55 |
| 2     | Schweden        | - Therese Alshammar - Rebecca Ejdervik - Anna-Karin Kammerling - Josefin Lillhage | 01:48,14 |
| 3     | Verein. Königr. | - Elizabeth Simmonds - Kate Haywood - Rosalind Brett - Francesca Halsall          | 01:48,26 |
| 4     | Frankreich      | - Laure Manaudou - Anne-Sophie Le Paranthoën - Alena Popchanka - Malia Metella    | 01:49,15 |
| 5     | Ukraine         | - Kateryna Zubkowa - Hanna Chlistunowa - Natalja Chudjakowa - Oxana Serikowa      | 01:49,36 |
| 6     | Belarus         | - Alexandra Bas - Ina Kapischyna - Aljaxandra Herassimenja - Swjatlana Chachlowa  | 01:50,67 |
| 7     | Finnland        | - Anu Koivisto - Katja Lehtonen - Jane Kaljonen - Hanna-Maria Seppälä             | 01:50,99 |
| 8     | Russland        | - Tatiana Olchowikowa - Jelena Bogomasowa - Irina Bespalowa - Kira Wolodina       | 01:51,43 |